# غن
الغن هو إصدار الغنة وهي صفة صوت له رنين في الخيشوم، تتبع حرفي النون والميم عند تحقق بعض الحالات لأحكام التجويد. يخرج صوت الغنة من مخرج الخيشوم وهو المنطقة التي تلي الأنف مباشرة إلى الداخل. بحيث لو أغلقت أنفك ونطقت النون أو الميم لاختفت الغنة وهو صوت مستمر يشبه الأنين زمنه حركتان (الحركة الواحدة هي المقدار الزمني الذي يحتاجه الشخص الطبيعي لبسط أحد أصابعه أو قبضه سريعا ويستغرق ربع أو ثلث الثانية فقط)
أماكن وجوب الغنة في القرآن الكريم:
1. في الميم والنون المشددتين.
2. عند وجود حكم الإخفاء.
3. عند وجود حكم الإقلاب.
4. عند وجود حكم إدغام بغنة.

تلك المواضع الأربعة على رواية حفص عن عاصم.
من الملاحظ عند أهل الصنعة أن الغنة تخرج من التجويف الأنفي الداخلي، غير أن صوتها يتسرب من مكانين، ألا وهما الأنف والفم، فلو نطق القارئ الغنة وأغلق الأنف لتسرب الصوت من الفم واختنق. ولو أغلق الفم عند النطق بالغنة لتولدت الميم وغنتها تتسرب من الأنف. والتجربة خير برهان على ذلك.
الفرق بين النون والغنة أن النون حرف والغنة ليست بحرف بل هي صفة. والنون حرف دائم الترقيق وأما الغنة المحضة فإنها قابلة للترقيق والتفخيم.